# Borgerne fra Calais
Borgerne fra Calais er en dansk dokumentarfilm fra 1982 instrueret af Erik Slentø.